# Kim Seon-ho
Kim Seon-ho (김선호?, 金宣虎?, Gim SeonhoLR, Kim SŏnhoMR; Seul, 8 marzo 1986) è un attore sudcoreano.

## Biografia
Ha iniziato a recitare attraverso il club di teatro del Seoul Institute of the Arts, dove si è laureato in Telecomunicazioni e intrattenimento. Nel 2007 si è arruolato per la leva militare e ha cominciato a lavorare professionalmente come attore quando è stato congedato. Fino al 2016 ha recitato esclusivamente in teatro, dove ha ottenuto un discreto successo; il suo primo ruolo televisivo è stato nella serie del 2017 Kim gwajang. Nello stesso anno ha ottenuto anche la sua prima parte da protagonista in Choegang baedalkkun, dopo essersi presentato alle audizioni per interpretare un personaggio secondario. Successivamente ha recitato in Two Cops, grazie alla quale ha ottenuto due riconoscimenti agli MBC Drama Award. Si è fatto conoscere dal grande pubblico nel 2020 con Start-Up, per la quale ha ricevuto un Baeksang Arts Award come attore più popolare e una candidatura come miglior attore di supporto. Nel 2023 ha esordito al cinema in Gwigongja di Park Hoon-jung: la sua interpretazione gli ha portato un Buil Film Award come miglior attore emergente e un premio Daejong nella medesima categoria.

## Immagine pubblica
Il 17 ottobre 2021, un'utente che si è identificata come la ex ragazza dell'"attore K" (che si è poi rivelato essere Kim Seon-ho) lo ha accusato su un forum di averla costretta ad abortire durante i due anni in cui erano stati insieme. Kim si è scusato tramite la propria agenzia, e nel frattempo alcuni inserzionisti hanno interrotto le campagne pubblicitarie che avevano in corso con lui. L'attore si è ritirato dal cast del varietà 1bak 2il e da un paio di film nelle prime fasi di produzione.
Il 26 ottobre 2021, una testata sudcoreana ha contestato le accuse della donna citando le informazioni ottenute dai conoscenti di entrambe le parti, secondo i quali la decisione di abortire era stata comune, Kim aveva sostenuto la fidanzata durante il processo, e la coppia si era lasciata l'anno successivo a causa del comportamento discutibile della sua ex. A seguito della notizia, sette campagne pubblicitarie con Kim sono riprese, nonostante i boicottaggi, e lo staff del film Gwigongja ha annunciato che non lo avrebbe rimosso dal ruolo di protagonista.

## Filmografia

### Cinema
- Gwigongja (귀공자?), regia di Park Hoon-jung (2023)

### Televisione
- Kim gwajang (김과장?) – serie TV (2017)
- Choegang baedalkkun (최강 배달꾼?) – serie TV (2017)
- Two Cops (투깝스?) – serie TV (2017-2018)
- Michigetda, neottaem-e! (미치겠다, 너땜에!?) – miniserie TV (2018)
- Dangsin-ui house helper (당신의 하우스헬퍼?) – serie TV, episodio 2 (2018)
- Baeg-ir-ui nanggunnim (백일의 낭군님?) – serie TV (2018)
- Jug-eodo joh-a (죽어도 좋아?) – serie TV, episodio 4 (2018)
- Eurachacha Waikiki (으라차차 와이키키?) – serie TV (2019)
- Catch the Ghost (유령을 잡아라?) – serie TV (2019)
- Geu namja-ui gi-eokbeop (그 남자의 기억법?) – serie TV, episodio 1 (2020)
- Start-Up (스타트업?) – serie TV (2020)
- Run On (런 온?) – serie TV, episodio 16 (2021)
- Hometown Cha-Cha-Cha (갯마을 차차차?) – serie TV (2021)
- Pokgun (폭군?) – serie TV (2024)
- Quando la vita ti dà mandarini (폭싹 속았수다?) – serie TV (2025)